# Federico Kirbus
Federico B. Kirbus (Piñeyro, 1931-Buenos Aires, 12 de desembre de 2015) va ser un periodista, escriptor i investigador argentí.
Ha publicat articles en mitjans importants: Velocidad, El Gráfico, Motor, A Todo Motor, Aire & Sol, La Prensa, La Nación, Diario Clarín, Argentinisches Tageblatt, Autoclub, Automóvil Revue (Berna, Suïssa), Road & Track, Car and Driver (Estats Units) entre d'altres. Ha cobert com a periodista moltes carreres del país i en l'exterior, i viatjat amb Juan Manuel Fangio per Europa; va formar part de l'equip de carreres Mercedes-Benz en 1955  Arxivat 2011-04-24 a Wayback Machine..
Va recórrer com a escriptor de turisme gran part de l'Argentina i ha "descobert" periodísticament llocs com Ischigualasto (Valle de la Lluna), Talampaya i la Ruta 40.
Durant la seva llarga activitat va ser emprovador d'automòbils, tasca que va realitzar durant més de mig segle amb la seva esposa Marlú Kirbus (1940-2013).
En 1978 va prevenir que el Tren als Núvols, creat poc abans, fos suprimit per falta de passatgers en publicar en l'òrgan oficial de l'Automòbil Club Argentí una nota titulada "Als núvols en un tren", la qual cosa va fer que aquest servei turístic es conegués entre molts amants dels ferrocarrils (revista Autoclub).
En 1983 va recórrer els Llanos de La Rioja i va publicar en la revista Autoclub un article que perduraria per al domini públic i el turisme com "El Camino de los Caudillos"

## Reconeixements
Alguns dels seus premis al llarg de la seva trajectòria són:
- 1980 va obtenir un Esment Premi Rolex per la Primera Fundació de Buenos Aires en Escobar.
- Porta en el seu honor el nom "Sergent Federico" un turó de 6168 msnm situat entre els cims del Bonete i del Peñas Azules, en el gran cercle de volcans de la província de La Rioja, en latitud 27º 57,6 S i longitud 68º 44,5 W.
- En 1987 va rebre un Diploma al Mèrit dels Premis Konex com un dels 5 periodistes de divulgació científica més importants de l'Argentina fins a aquest moment.

## Publicacions
Entre les seves publicacions figuren:
- The Life Story of Juan Manuel Fangio (1956, anglès, francès, Lausanne, Suïssa, amb R. Hansen)
- La Primera de les Tres Buenos Aires [la Buenos Aires de Mendoza es va fundar en Escobar] (Ed. de l'autor, 1980)
- Preparació de Motors de Competició (amb Francisco Lucius, Albino & Associats, 1975)
- Guia d'Aventures i Turisme (1982 i 9 tiratges successius, Editorial de l'autor); Argentina
- El fabulós Tren als Núvols i altres ferrocarrils de muntanya (L'Ateneu, Buenos Aires, 1993, 1996)
- ARGENTINA, País de Meravelles (Manrique Zago, Buenos Aires, 1993 i 5 edicions successives),
- Ruta Quaranta i Màgica Ruta 40 (CapuzVarela i De l'Eclipsi, Buenos Aires, 1994, 2004, 2006, 2007)
- Serralada dels Andes i el frau de les mòmies dels nens del Llullaillaco (Web):
- Autobiografia (Web):
- En el seu llibre El Tresor de l'Inca (1978, 1987) va aconseguir demostrar a través d'assajos duts a terme en els Laboratoris Físics de Ford Motor Argentina que a Amèrica es va conèixer i va usar la roda emprant per al trasllat de grans blocs corrons de fusta dura de prunera, àlber i préssec .
- En el seu llibre Enigmes, Misteris i Secrets d'Amèrica (1977, 1978) diu que els europeus van conèixer (Sud)Amèrica abans de Cristòfor Colom doncs afirmava que en el mapa de Piri Reis (1513) figurava "un animal denominat "yami" [la flama], passatge prèviament no traduït del turc.
- En 2009 va publicar en la revista estratègica Defensa i Seguretat "Bombes Atòmiques sobre Buenos Aires", assaig basat en testimoniatges on assenyala que en 1962 la Ford Motor Argentina va instal·lar en el suburbi Pacheco el seu complex industrial amb la intenció d'armar allí no solament automotores sinó a més coets intercontinentals Atles, i que per tant la Unió Soviètica hagi inclòs aquest establiment entre els seus objectius d'atac per al cas d'una guerra nuclear generalitzada [Enllaç no actiu].
- En 2010 va publicar FLORENCIA, COLÓN Y EL DESCUBRIMIENTO on pretén explicar com i per què el Gran Almirall es va inspirar en els estudis de Paolo Toscanelli en la Perla de l'Arno per navegar cap al ponent i trobar Amèrica  Arxivat 2010-09-14 a Wayback Machine.
- En 2013 la llibreria editorial Distal va publicar LOS MEJORES DESTINOS TURÍSTICOS DE LA ARGENTINA, 160 Pàgs. color, amb l'autoria de Federico i Marlú Kirbus